# Tina Pisnik
Tina Pisnik (* 19. Februar 1981 in Maribor, Jugoslawien) ist eine ehemalige slowenische Tennisspielerin.

## Karriere
Pisnik begann im Alter von sieben Jahren mit dem Tennissport.
Ab 1996 spielte sie auf ITF-Turnieren, wo ihr 1997 der erste Titelgewinn gelang. Auf der WTA Tour gewann sie in ihrer Karriere einen Einzel- und zwei Doppeltitel. Zwischen 1998 und 2005 hat sie im Fed Cup 33 Partien für Slowenien bestritten, von denen sie 20 siegreich gestalten konnte.
2005 beendete Tina Pisnik ihre Profikarriere.

## Turniersiege

### Einzel
| Nr. | Datum       | Turnier | Kategorie    | Belag | Finalgegnerin   | Ergebnis   |
| --- | ----------- | ------- | ------------ | ----- | --------------- | ---------- |
| 1   | 7. Mai 2000 | Bol     | WTA Tier III | Sand  | Amélie Mauresmo | 7:64, 7:62 |

### Doppel
| Nr. | Datum             | Turnier      | Kategorie    | Belag     | Partnerin            | Finalgegnerinnen                     | Ergebnis      |
| --- | ----------------- | ------------ | ------------ | --------- | -------------------- | ------------------------------------ | ------------- |
| 1   | 14. November 1999 | Kuala Lumpur | WTA Tier III | Hartplatz | Jelena Kostanić      | Rika Hiraki Yuka Yoshida             | 3:6, 6:2, 6:4 |
| 2   | 19. Februar 2005  | Bogotá       | WTA Tier III | Sand      | Emmanuelle Gagliardi | Ľubomíra Kurhajcová Barbora Strýcová | 6:4, 6:3      |

## Abschneiden bei Grand-Slam-Turnieren

### Einzel
| Turnier         | 1999 | 2000 | 2001 | 2002 | 2003 | 2004 | Karriere |
| --------------- | ---- | ---- | ---- | ---- | ---- | ---- | -------- |
| Australian Open | —    | 1    | 2    | 2    | 1    | 1    | 2        |
| French Open     | —    | 1    | 1    | 2    | 3    | 1    | 3        |
| Wimbledon       | —    | 3    | 2    | 1    | 1    | 1    | 3        |
| US Open         | 2    | 1    | 1    | 2    | 3    | 1    | 3        |

### Doppel
| Turnier         | 1999 | 2000 | 2001 | 2002 | Karriere |
| --------------- | ---- | ---- | ---- | ---- | -------- |
| Australian Open | —    | 1    | 1    | 1    | 1        |
| French Open     | —    | 1    | 1    | 1    | 1        |
| Wimbledon       | AF   | 2    | AF   | 1    | AF       |
| US Open         | 1    | 1    | 1    | —    | 1        |